# Rimsko Kraljevstvo
U povijesti Rima ovaj period uglavnom se zasniva na rimskoj mitologiji. Pisana povijest iz tog vremena se ne može smatrati vjerodostojnom. Ovo vrijeme je poznato kao vladavina sedam rimskih kraljeva:
- 753. pr. Kr. - 715. pr. Kr. - vladavina kralja Romula (Romulus, prvi rimski kralj, kasnije božanstvo Kvirin)
- 715. pr. Kr. - 673. pr. Kr. - vladavina Nume Pompilija (Numa Pompilius)
- 673. pr. Kr. - 642. pr. Kr. - vladavina Tula Hostilija (Tullus Hostilius)
- 642. pr. Kr. - 617. pr. Kr. - vladavina Anka Marcija (Ancus Marcius)
- 617. pr. Kr. - 579. pr. Kr. - vladavina Tarkvinija I. (Tarquinius Priscus)
- 578. pr. Kr. - 534. pr. Kr. - vladavina Servija Tulija (Servius Tullius)
- 534. pr. Kr. - 509. pr. Kr. - vladavina posljednjeg rimskog kralja Tarkvinija II. Oholog (Tarquinius Superbus)

Rim je u to vrijeme učinio znatan uspon u društvenom, kulturnom i gospodarskom razvitku. Građanstvo je podijeljeno na patricije i plebejce. Osnovan je Senat, svećenički i zanatlijski kolegij. Naselja na Palatinu i Kvirinalu spojena su u grad za čiju su obranu podignute zidine. Rimu je također priključena i Alba Longa. 
Rimski narod (popǔlus Romānus) sačinjavali su pripadnici plemenā Tities, Ramnes i Luceres. U ovo vrijeme su udarene osnove rimskog prava koje je bilo podijeljeno na -fas (božanske propise) i -ius (propise vlast i sudstvo). Na osnovu običaja se stvaralo pravo. 
Plebejci su se bavili zemljoradnjom, zanatstvom i trgovinom, a patriciji stočarstvom. Zemljište se uglavnom upotrebljavalo kolektivno, a oružje se pravilo od bakra.
Pretposljednji kralj Servije Tulije je izvršio reformu društvenog ustroja, gdje je plebs podijeljen na trideset rodova koji su se nazvali tribus. Svi ljudi su podijeljeni prema imovini na pet klasa. Svaki tribus je davao po četiri centurije. Značajnu ulogu su imale i centurijske skupštine, sastavljene od plebejaca i patricija i u kojima je imovinsko stanje bilo važnije od porijekla. Bilo je propisano i minimalno imovinsko stanje (cenzus). Ovim svim reformama je Rim bio toliko ojačan da je preuzeo vodeću ulogu u pokrajini Latijum.
Posljednji rimski kralj Tarkvinije II. Oholi(Tarquinius Superbus) je protjeran iz Rima 509. pr. Kr. i time je završen period Rimskog Kraljevstva.